# Pseudagapostemon puelchanus
Pseudagapostemon puelchanus är en biart som först beskrevs av Holmberg 1886.  Pseudagapostemon puelchanus ingår i släktet Pseudagapostemon och familjen vägbin. Inga underarter finns listade i Catalogue of Life.